# Oskar Kobel
Oskar P. J. Kobel (* 1868; † ca. 1944) war ein deutscher Lehrer und Publizist.
Kobel war Präparanden-Vorsteher in Myslowitz.
Der Schlesier Kobel schrieb über Themen aus seiner Herkunftsregion, aber auch zu Friedrich Schiller. Seine Werke erreichten höhere Auflagen. Er schrieb auch unter dem Pseudonym Karl Volkhard. Zumeist hatten seine Schriften pädagogischen Zweck. Er publizierte aber auch Erzählungen. Das Goethe-Jahr 1932, das ein propagandistisches Großereignis war, hatte Kobel für den Schulunterricht aufgearbeitet. Kobel thematisierte u. a. das Verhältnis deutscher Märchen zur germanischen Mythologie.
Kobel hatte sich auch der Verfassungsfrage der Weimarer Republik gewidmet. So schrieb er: „Das Volk hat durch Kampf und Opfer sein Vaterland mit einer Herzensglut lieben gelernt, die ihm früher fremd war. Darum musste sein Besitzrecht am Vaterland in fester Form durch ein Staatsgrundgesetz verankert werden.“
Eine Überlieferung seines Nachlasses befindet sich im Deutschen Literaturarchiv Marbach.

## Schriften (Auswahl)
- Johann Wolfgang von Goethe: Klassenlesestoff zum Goethejahr 1932, 1932.
- Kurzer Abriss der Lehre von der Dichtkunst, 5. Aufl., Handel, Breslau 1915.
- Deutsche Dichter, 5. Aufl., Handel, Breslau 1915.
- Wiederholungsbuch für die deutsche Literaturgeschichte und Literaturkunde in Form von Fragen und Antworten (Ausführungen und Entwürfe), 3. Aufl., Handel, Breslau 1918.
- Der Schlesier und sein Zobten, Max Stoklossa, Zopten um 1920.
- Des Zobten deutsche Sendung, Max Stoklossa, Zopten um 1920.
- Sonntagsbriefe eines Zobtenbummlers, Priebatsch’s Buchhandlung, Breslau 1927.

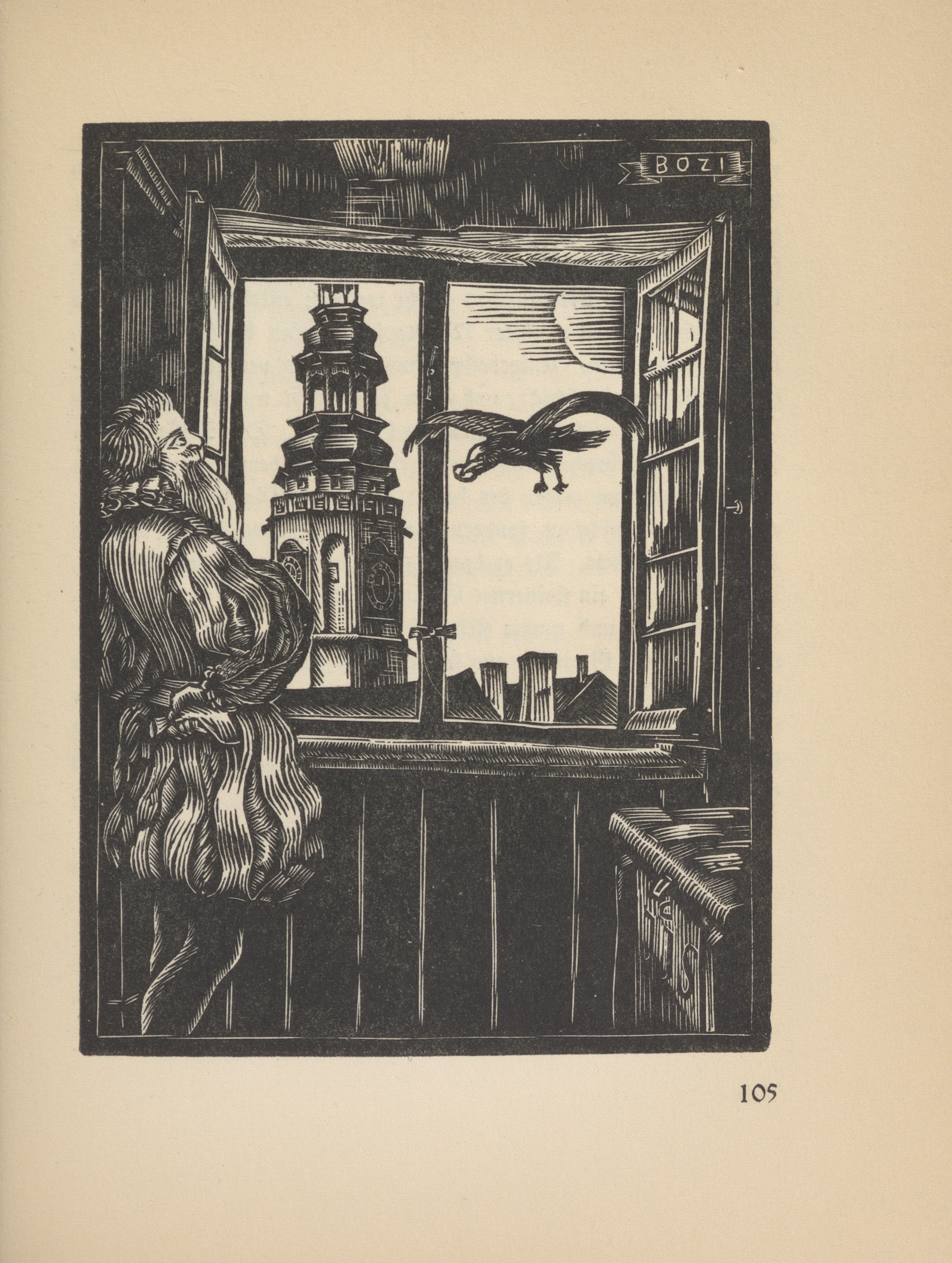
Holzschnitt aus Schlesische Sagen 1931 von Bodo Zimmermann

- Schlesische Sagen. Ausgew. u. bearb. von Oskar Kobel. Original Holzschnitte von Bodo Zimmermann (=Dürrs Sammlung deutscher Sagen; Bd. 23), Leipzig: Hegel & Schade, Leipzig 1931.
- Irmin und Edeltrud: Erzählung aus der Zeit des Abzugs d. Silinger aus ihrer schlesischen Heimat, L. Heege, Schweidnitz 1929.
- Aus dem Nachlasse der Jodokus, Priebatsch’s Buchhandlung, Breslau 1928.